# Gangster tuttofare
Gangster tuttofare (Crooks and Coronets) è un film del 1969 diretto da Jim O'Connolly.
È un film commedia britannico con Telly Savalas, Edith Evans e Warren Oates.

## Trama
Due ex detenuti, da poco tornati in libertà, Herbie Haseler e Marty Miller cominciano a lavorare per il boss della mafia di New York Nick Marco che li manda in Inghilterra per una rapina in una grande villa inglese. Il palazzo è di proprietà di una eccentrica ma gentile donna anziana, Sophie Fitzmore, che ha intenzione di lasciare in eredità il palazzo e i suoi tesori inestimabili al suo fedele nipote Freddie Fritzmore. Sophie possiede un leone di nome 'Bo-Bo', addomesticato e apparentemente innocuo. Quando Herbie e Marty arrivano in Inghilterra fanno un giro di perlustrazione nella tenuta di Lady Sophie e si ingraziano la signora che li invita a vivere nel palazzo.
Herbie e Marty incontrano anche Frank Finley, il contatto londinese di Nick Marco. Herbie, Marty e Frank pianificano la rapina e la fuga. Nel corso del tempo però Herbie e Marty si affezionano a Lady Sophie, al nipote Freddie e ai loro servi e all'ultimo minuto decidono che non possono procedere con la rapina.

## Produzione
Il film, diretto e sceneggiato di Jim O'Connolly, fu prodotto da Herman Cohen per la Herman Cohen Productions e girato nell'aeroporto di Luton, a Cliveden e nei Shepperton Studios a Shepperton, in Inghilterra.

## Distribuzione
Il film fu distribuito con il titolo Crooks and Coronets nel Regno Unito dal 2 aprile 1969 al cinema dalla Warner-Pathé Distributors. È stato distribuito anche con il titolo Sophie's Place.
Altre distribuzioni:
- in Germania Ovest il 13 febbraio 1970 (Gauner, Kronen und Juwelen)
- in Finlandia il 2 luglio 1971
- in Grecia (Apateones kai diamantia)
- negli Stati Uniti (Sophie's Place)
- in Italia (Gangster tuttofare)

## Critica
Secondo il Morandini il film, "pur non brillando troppo per originalità e inventiva, è una commedia giallo-rosa piacevole che scorre senza intoppi". Secondo Leonard Maltin il film è una "commedia piacevole anche se ordinaria".